# Francesco Caprioli
Francesco Caprioli (Brescia, 1833 – Santa Margherita Ligure, 1º agosto 1916) è stato un politico italiano, sindaco facente funzione di Brescia tra il 1884 e il 1885.

## Biografia
Intraprese la carriera militare nel Lombardo-Veneto. Nel 1859 emigrò in Piemonte, dove rimase fino allo scoppio della seconda guerra d'indipendenza. Tornato nel bresciano, contribuì ad allestire ospedali militari per i feriti della battaglia di Solferino e San Martino. Si ritirò dalla carriera militare con il grado di Tenente colonnello di artiglieria della territoriale.
Dal 1864 fino al 1885, senza interruzioni, fu consigliere comunale di Brescia. Il 27 settembre 1884 fu eletto assessore nella "Giunta di resistenza", che i liberal moderati costituirono dopo la vittoria alle elezioni parziali del 13 luglio 1884, conducendola in qualità di sindaco facente funzione. Il 9 maggio 1885 rimise l'incarico all'arrivo del commissario prefettizio, nominato in conseguenza dello scioglimento del consiglio provocato dalle dimissioni dei consiglieri di parte zanardelliana. Alle elezioni comunali generali del 28 giugno 1885 non venne eletto ed uscì dalla carriera politica.
Fece anche parte del Consiglio Provinciale Scolastico.
Morì il 1º agosto 1916 a Santa Margherita Ligure. Solo nel settembre 1920 le autorità militari acconsentirono al trasferimento della salma presso il cimitero monumentale di Brescia che avvenne l'11 di quel mese.